# Düne
Düne est une île inhabitée d'Allemagne située dans le Sud-Est de la mer du Nord. Avec l'île voisine de Heligoland, elle forme l'archipel et commune de Heligoland.

## Géographie
Düne est située à une quarantaine de kilomètres des côtes allemandes les plus proches qui sont celles de Cuxhaven en direction du sud-est.

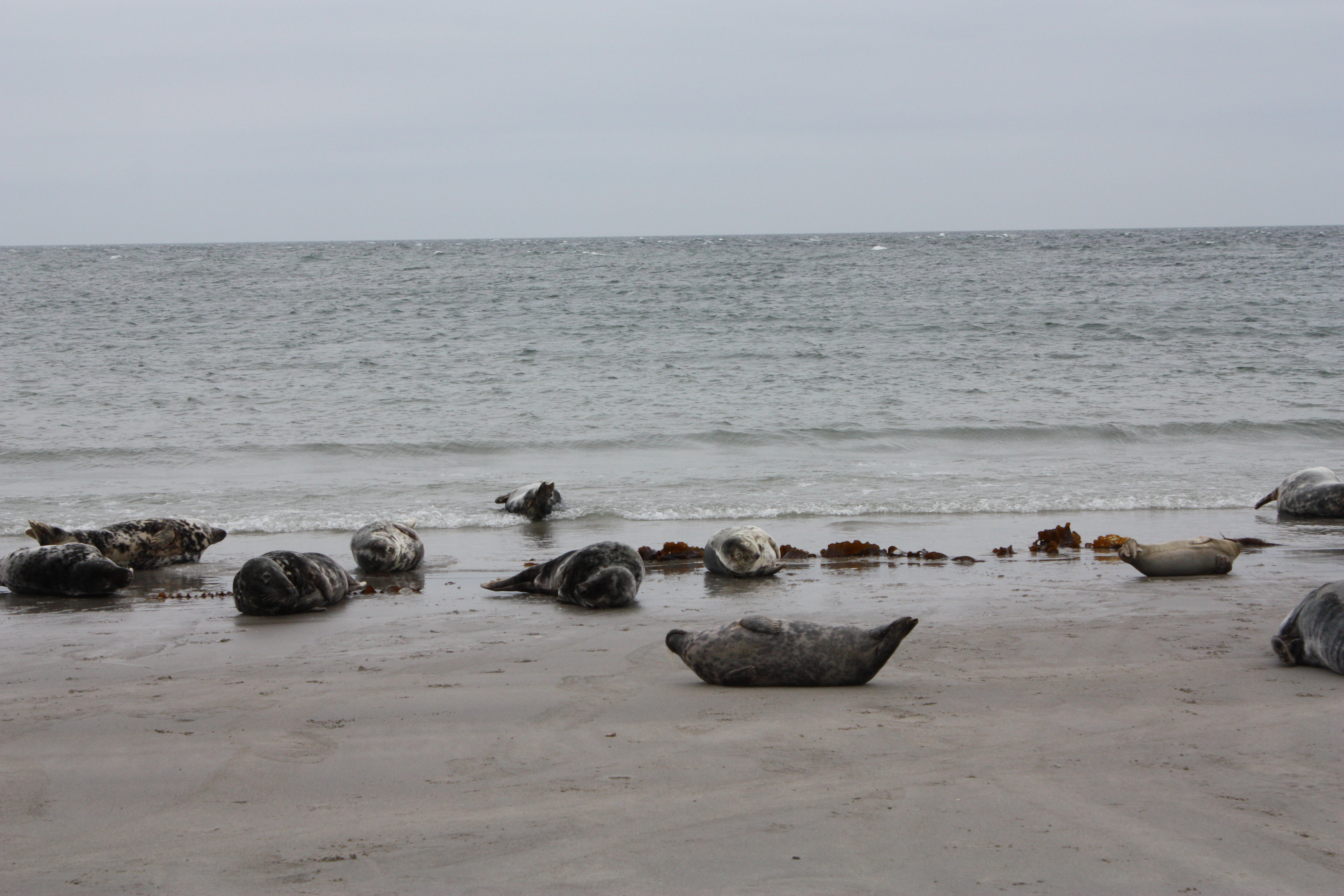
Phoques communs sur une plage de Düne.
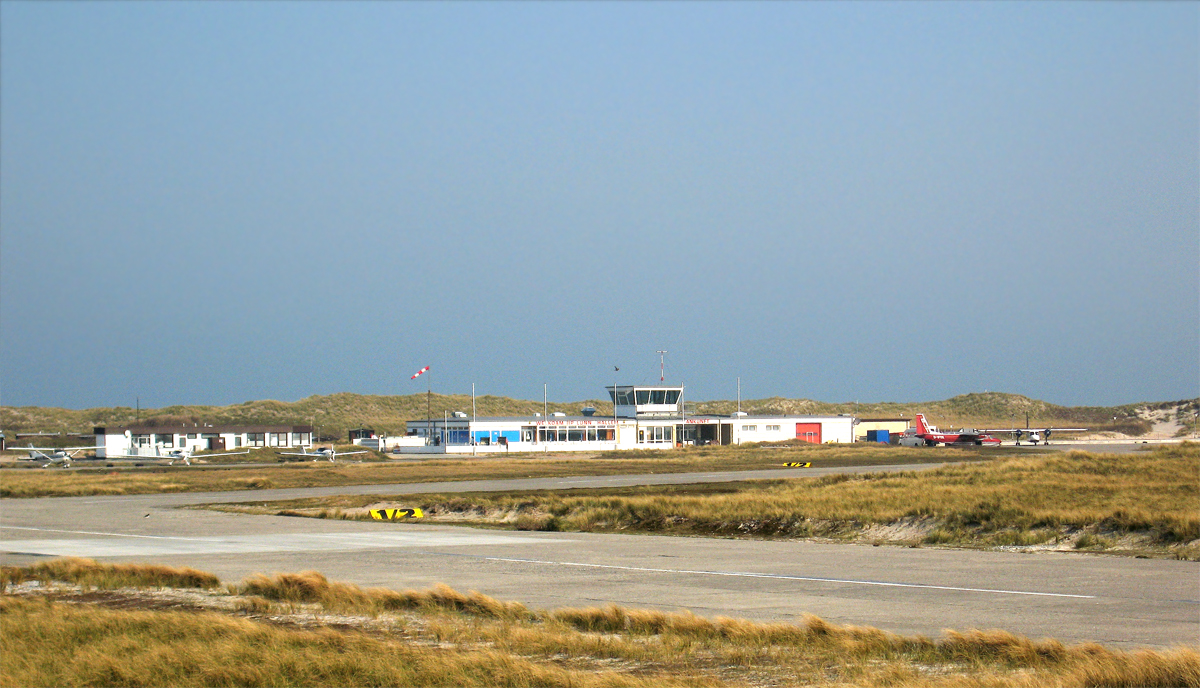
Vue de l'intérieur de l'île avec l'aéroport.
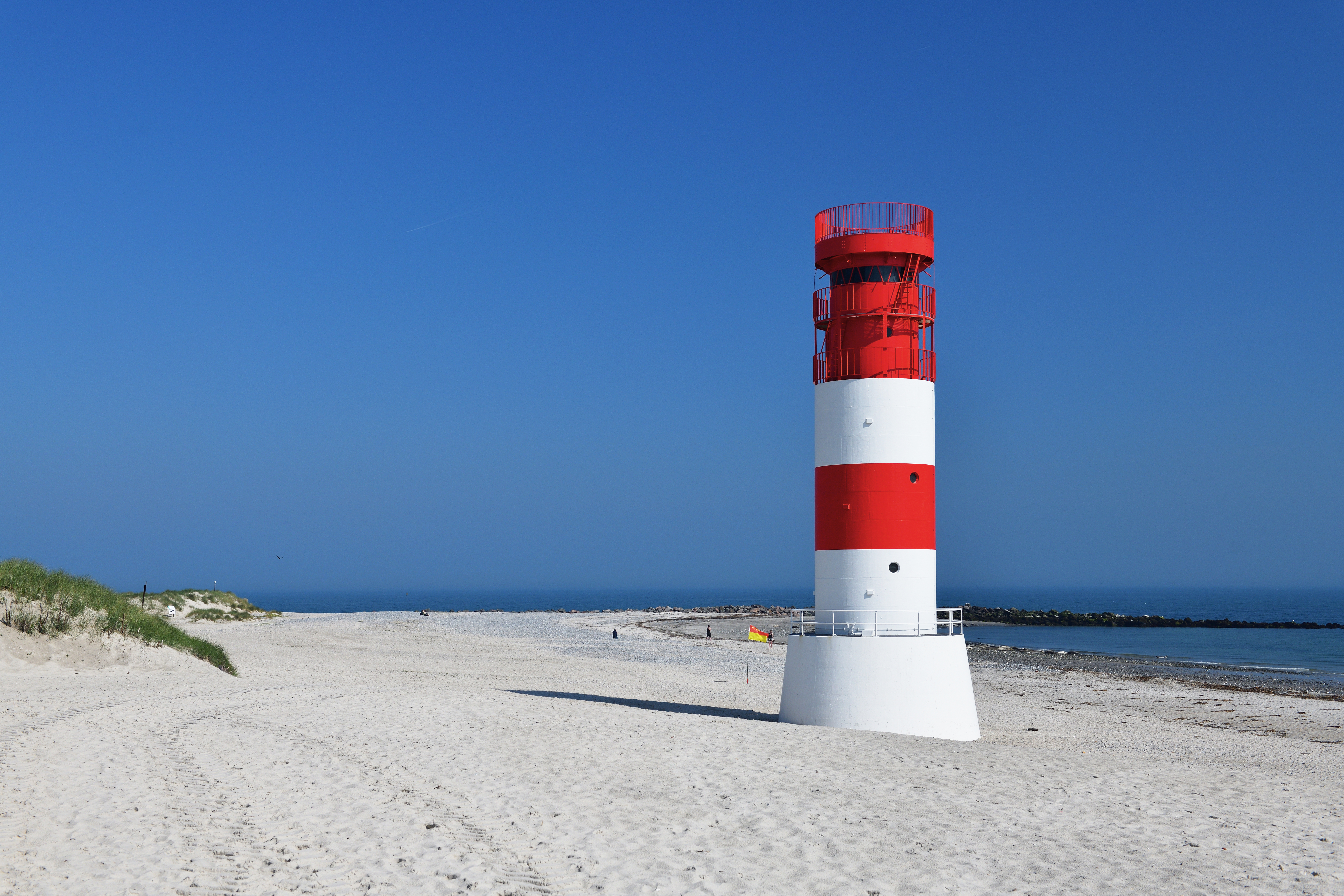
Un phare sur l'ile de Düne. Mai 2018.

De forme grossièrement arrondie, Düne est sablonneuse et peu élevée avec six mètres d'altitude dans le centre de l'île. Elle est inhabitée mais elle constitue une station thermale et balnéaire réputée. Elle comporte un aéroport, un camping et deux villages de bungalows.

## Histoire
Düne était reliée à Heligoland par un isthme sablonneux naturel jusqu'au XVIIIe siècle. En 1721, celui-ci disparut à l'occasion d'une tempête. Le gouvernement nazi décida en 1940 de l'agrandir considérablement pour y construire des installations militaires, dont un aéroport toujours en service aujourd'hui. Il fit alors passer sa superficie de 10 hectares à 40 hectares.